# 여행금지
여행금지(旅行禁止)는 정부가 부과하는 다양한 이동 제한 중 하나다. 금지는 보편적이거나 선택적일 수 있다. 금지 조치는 출발지 또는 도착지 관할권에서 부과하는 지리적 제한일 수 있다. 또한 건강이나 예방 접종과 같은 개인 상태에 따라 또는 극심한 기상 현상 동안 여행 금지가 적용될 수도 있다. 코로나19 범유행 기간에는 여러나라의 정부는 일부 또는 모든 다른 국가의 거주자의 입국을 금지했다.

## 대한민국
대한민국은 여행금지제도를 시행하고 있다. 법에 의하여 여행금지 국가로 지정된 국가에 여행하는 경우 징역 또는 벌금에 처해지도록 되어 있다.